# Referendum over het Verdrag tot vaststelling van een Grondwet voor Europa
Een referendum over het Verdrag tot vaststelling van een Grondwet voor Europa zou gehouden worden in minstens tien landen in de Europese Unie. Nadat in Frankrijk en Nederland de meerderheid tegen stemde werden de meeste nog te houden referenda uitgesteld. In Tsjechië werd het zelfs geannuleerd. Daarnaast zijn er landen die géén referendum houden en zijn er landen die nog niet besloten hebben hoe de grondwet geratificeerd gaat worden. Het Verdrag dient echter wel door alle 25 landen goedgekeurd te worden.
Het verdrag is echter niet door alle lidstaten geratificeerd, en is daarom vervangen door het Verdrag van Lissabon.
Er zijn twee soorten referenda: een consultatief (raadgevend) referendum en een beslissend referendum. Bij een consultatief referendum mag de bevolking stemmen om zo een advies te geven aan het parlement, dat de uiteindelijke beslissing neemt. Bij een beslissend referendum is de uitkomst bindend.
| Land                | Type referendum | Datum referendum | Uitslag |
| ------------------- | --------------- | ---------------- | ------- |
| Spanje              | Consultatief    | 20 februari 2005 | Ja      |
| Frankrijk           | Beslissend      | 29 mei 2005      | Nee     |
| Nederland           | Consultatief    | 1 juni 2005      | Nee     |
| Luxemburg           | Consultatief    | 10 juli 2005     | Ja      |
| Denemarken          | Beslissend      | Uitgesteld       |         |
| Ierland             | Beslissend      | Geannuleerd      |         |
| Polen               | Nog niet bekend | Uitgesteld       |         |
| Portugal            | Nog niet bekend | Uitgesteld       |         |
| Tsjechië            | Consultatief    | Geannuleerd      |         |
| Verenigd Koninkrijk | Consultatief    | Uitgesteld       |         |

Dat de inbreng van de individuele burger bij deze "ratificatie" niet voor alle burgers gelijk is, sommige burgers hebben de mogelijkheid hun stem uit te brengen over de grondwet en anderen niet, wordt door veel inwoners van de Europese Unie als onrecht gezien. Sommigen vinden dit onrecht dermate fundamenteel, dat zij daarom de legitimiteit van de grondwet, indien deze zou worden aangenomen, ter discussie stellen.
Op de Europese Top van 16-17 juni besluit de Europese Raad dat er een 'denkpauze' van een jaar rond de grondwet moet worden ingelast. Ratificatie door andere lidstaten wordt derhalve in 2005 niet meer verwacht.
Ratificatie door het parlement heeft al plaatsgevonden in Litouwen, Hongarije en Slovenië.
In België, Estland, Malta en Zweden zullen geen referenda plaatsvinden maar wordt het door het parlement besloten om het Verdrag tot vaststelling van een Grondwet voor Europa al dan niet aan te nemen.

## België
In België heeft men tegen een referendum besloten. sp.a, PS, CD&V en CDH waren oorspronkelijk al tegen, en later ging Spirit ook om. De laatste was bang dat dit referendum in de kaart van het Vlaams Belang zou spelen. Men vreesde dat het Vlaams Belang het referendum zou aangrijpen voor een eenzijdige campagne, namelijk tegen de toetreding van Turkije tot de EU.
Later in 2005 voerden de drie initiatiefnemers van het Comité voor een Andere Politiek, Jef Sleeckx, Lode Van Outrive en Georges Debunne, gezamenlijk campagne voor een Vlaams referendum over het ontwerp voor een Europese Grondwet, waarbij via het ophalen van 15.000 handtekeningen een hoorzitting werd afgedwongen in het Vlaams Parlement. Jef Sleeckx sprak de bevoegde commissie toe Dit verhielp de weigering niet: Europese aangelegenheden zijn een bevoegdheid van nationale overheden, in dit geval dus de Federale regering van België, hetgeen het verdrag zelfs nog eens zou bevestigen.

## Nederland
Op woensdag 1 juni 2005 is in Nederland een landelijk raadplegend referendum gehouden. Dit was het eerste landelijke referendum voor de moderne staat Nederland. Eerder werden al wel lokale referenda gehouden.
In Nederland was het eveneens een raadgevend referendum, in tegenstelling tot sommige andere Europese landen. Dat houdt in dat de bevolking alleen een advies kon geven. Het was vervolgens echter aan de Tweede Kamer en Eerste Kamer om de uiteindelijke beslissing te nemen over het al dan niet accepteren van de ontwerptekst voor het verdrag. Alle grote politieke partijen hadden echter voordat de uitslag van het referendum bekend was aangegeven dat zij de uitslag, onder voorwaarden, zouden respecteren.
Het percentage nee-stemmers was uiteindelijk 61,6%. Door deze uitslag heeft de regering de behandeling van de goedkeuringswet ingetrokken.

## Denemarken
In Denemarken zou op 27 september 2005 een beslissend referendum gehouden worden. In een opiniepeiling bleek 44% van de stemmers voor te zijn en 36% tegen, 20% weet het niet. De belangrijkste politieke partijen zijn vóór het referendum. Naar aanleiding van de Franse en Nederlandse Nee-stem heeft de regering het plan een referendum te houden echter (voorlopig?) ingetrokken.
Eerder wezen de Denen deelname aan het Verdrag van Maastricht en de invoering van de euro in een referendum af. Aangezien de nieuwe Grondwet de euro als munt van de EU definieert, is het goed mogelijk dat de Denen daarom het referendum af zullen wijzen.

## Frankrijk
In Frankrijk werd op 29 mei een referendum gehouden. Het referendum was beslissend. Bij een bijzonder hoge opkomst van 70 % stemde 54,9 % tegen het verdrag. Frankrijk was het eerste land dat tegen stemde.

## Ierland
De bevolking van Ierland wees eerder in een referendum het Verdrag van Maastricht af, omdat het niet haar neutraliteit wilde verliezen. Hoewel veel Ieren pro-Europa waren en de Ierse economie, mede dankzij Europese subsidies en het een worden van de Europese markt enorm was gegroeid, was het nog steeds goed mogelijk dat de Ieren dit verdrag in een referendum zouden afwijzen. Echter, na de nee-stem in Frankrijk en Nederland trok de regering het voorstel tot het houden van een referendum in.

## Luxemburg
Luxemburg gaf op 10 juli 2005 een raadgevend referendum. De peilingen van het ILReS toonden aan dat, daar waar er oorspronkelijk een duidelijke meerderheid bestond ten gunste van het voorstel van Grondwet, het aantal tegenstanders van de voorgestelde tekst sterk gestegen was sinds april 2005. Alle grote politieke partijen waren voor het Verdrag zoals het nu wordt voorgelegd.

## Polen
In Polen zou in oktober 2005 een referendum gehouden worden. Na de Franse en Nederlandse Nee-stem werd dit echter uitgesteld. Of er alsnog een gehouden zal worden is nog onbekend.

## Portugal
In Portugal zou een referendum gehouden worden in oktober 2005, maar na de Franse en Nederlandse Nee-stem werd dit plan uitgesteld.

## Spanje

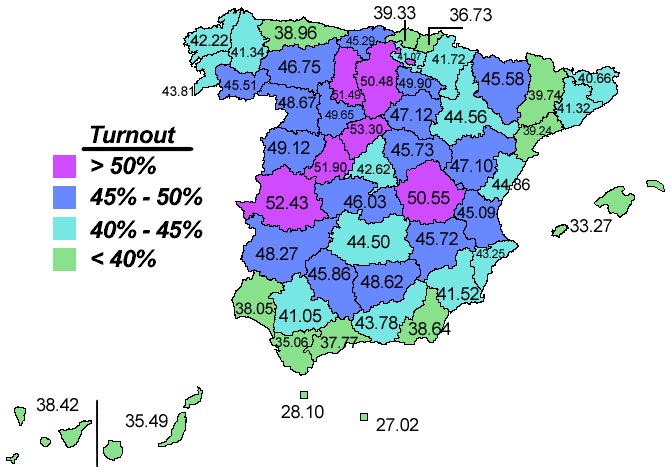
Opkomst voor het referendum.
Paars: meer dan 50%; blauw: 42% - 50%; groen: minder dan 42%

Op 20 februari 2005 stemde de bevolking van Spanje in met het Verdrag tot vaststelling van een Grondwet voor Europa. De opkomst bedroeg ongeveer 40%, waarvan driekwart voor het voorstel stemde. Voorstanders hadden gehoopt dat in het pro-Europese Spanje een voorbeeld zou worden gegeven door een grote opkomst.

## Tsjechië
De meeste Tsjechen zijn voor een verdere samenwerking in Europa. De president van Tsjechië, Václav Klaus, is echter een uitgesproken tegenstander van de Grondwet en hij weigerde tot nog toe de Grondwet te tekenen.
Na de nee-stem in Frankrijk en Nederland trok de regering het voorstel tot het houden van een referendum in.

## Verenigd Koninkrijk
Na de nee-stemmen in Frankrijk en Nederland kondigde minister Straw aan dat de regering voorlopig van het organiseren van een referendum afziet.